# 꽃잎이어라 낙엽이어라
"꽃잎이어라 낙엽이어라"는 1984년에 개봉한 대한민국의 영화이다.

## 캐스팅
- 김진규
- 한은지
- 김하림
- 김영애
- 전호진
- 송문영
- 김국현
- 김은영
- 김수경
- 김기종
- 문태선
- 최성관
- 박예숙
- 정영국
- 정선우
- 홍종완